# Лаврик (річка)
Лаврик — річка в Україні у Білоцерківському районі Київської області. Права притока річки Березянки (басейн Дніпра).

## Опис
Довжина річки приблизно 15,77 км, найкоротша відстань між витоком і гирлом — 13,93  км, коефіцієнт звивистості річки — 1,13 . Формується багатьма струмками та загатами.

## Розташування
Бере початок на південно-східній стороні від села Шапіївка. Тече переважно на південний схід через села Горобіївку, Лаврики та Біліївку і у селі Петрашівка впадає у річку Березянку, ліву притоку річки Росі.

## Цікаві факти
- Біля села Петрашівка річку перетинає автошлях Р18[2] (автомобільний шлях регіонального значення на території України. Проходить територією Житомирської та Київської областей через Житомир — Попільню — Сквиру — Володарку — Ставище. Загальна довжина — 152,2 км.).
- На річці існують водокачки, газгольдери та газові свердловини[3].